# Daniele Squeo

Daniele Squeo (Foto von Felix Grünschloss, 2020)

Daniele Squeo (* 1985 in Terlizzi, Italien) ist ein italienischer Dirigent.

## Leben und Wirken
Squeo studierte in seiner Heimat Klavier und Chordirigieren. 2008 kam er als Assistent des Leipziger Nikolaikantors nach Deutschland. An der Hochschule für Musik Franz Liszt Weimar in Weimar absolvierte Squeo sein Studium im Fach Orchesterdirigieren bei Gunter Kahlert, Nicolás Pasquet und Anthony Bramall.
Squeo ist Preisträger mehrerer internationaler Dirigentenwettbewerbe: 2011 gewann er mit Puccinis Madama Butterfly den XVIII. Wettbewerb für Junge Dirigenten der Europäischen Union in Spoleto, Umbrien. 2013 folgte der 1. Platz beim 5. Deutschen Operettenpreis, außerdem ist Squeo Preisträger des 4. Dirigierwettbewerbs der mitteldeutschen Hochschulen in Leipzig mit dem MDR-Sinfonieorchester. Ab 2012 wurde er als Stipendiat des Dirigentenforums vom Deutschen Musikrat gefördert.
Ab 2009 leitete Squeo mehrere Orchester, darunter die Neue Philharmonie Westfalen, die Jenaer Philharmonie, die Philharmonie Essen, das Orchester des Teatro Lirico Sperimentale di Spoleto, die Nordböhmische Philharmonie Teplice, das MDR und Karlsbader Sinfonieorchester, das Musikkollegium Winterthur, die Wiener Symphoniker, das Sinfonieorchester Basel, Symphonieorchester Vorarlberg, das Orchester der Philharmonie Baden-Baden, die Nürnberger Symphoniker, die Bochumer Symphoniker, die Mecklenburgische Staatskapelle Schwerin, die Badische Staatskapelle Karlsruhe, sowie das Moscow Philharmonic Orchestra.
2013/14 ging Daniele Squeo als Studienleiter und Kapellmeister an das Theater Nordhausen. 2014 wechselt er als Zweiter Kapellmeister ans Badische Staatstheater Karlsruhe und gastierte mit diesem Ensemble und Mozarts Zauberflöte beim Daegu International Opera Festival in Korea. 2016/17 wurde Squeo in Karlsruhe zum 1. Koordinierten Kapellmeister ernannt und leitete Neuproduktionen wie L’elisir d’amore, I Capuleti e i Montecchi, Roméo et Juliette, Faust, Anna Bolena, Das kleine Schwarze / The riot of spring und Carmina Burana. Squeo dirigierte zudem zahlreiche Repertoire-Produktionen wie Die Zauberflöte, La Bohème, Giselle, Dornröschen, Iphigénie en Tauride / Iphigenie auf Tauris, Fantasio, Der Prophet, Carmen, Tosca, La traviata, Un ballo in maschera, Macbeth, Simon Boccanegra, Adriana Lecouvreur, Turandot, Der Freischütz, sowie Sinfonie-, Sonder- und Jugendkonzerte.
2017 leitete Daniele Squeo im Theater Basel die Neuproduktion La Cenerentola von Rossini, 2018 bei den Festspielen Bregenz Der Barbier von Sevilla unter der Regie von Brigitte Fassbaender. Seine 2016 begonnene Zusammenarbeit mit dem Musikkollegium Winterthur für Tschaikowskis Schwanensee und mehrere Sinfoniekonzerte setzte er 2019 fort mit Neuproduktionen wie Lucrezia Borgia in Moskau, Roberto Devereux, Faust sowie mit der Wiederaufnahme von Götterdämmerung und Pelléas et Mélisande am Badischen Staatstheater Karlsruhe. Parallel dirigierte er seit 2019 die Produktion Rigoletto bei den Bregenzer Festspielen. 
Mit der Saison 2020/21 fungiert Squeo als Generalmusikdirektor am Pfalztheater Kaiserslautern. Unter den geplanten Gast-Engagements ist auch die Produktion I puritani am Opernhaus Zürich und Nino Rotas Il Cappello di Paglia di Firenze an der Oper Graz.

## Auszeichnungen, Wettbewerbe und Stipendien
Bei internationalen Dirigentenwettbewerben sammelte Daniele Squeo viele Preise und Auszeichnungen, darunter:
- 2013: 1. Platz beim 5. Deutschen Operettenpreis für junge Dirigenten, vergeben vom Dirigentenforum des Deutschen Musikrats und der Oper Leipzig.[6]
- 2013: Preisträger beim 4. Dirigierwettbewerb der mitteldeutschen Hochschulen Leipzig mit dem MDR-Sinfonieorchester
- 2012 – 2015: als Stipendiat des Dirigentenforums vom Deutschen Musikrat gefördert
- 2011: 1. Preis im XVIII. Wettbewerb für junge Dirigenten der Europäischen Union in Spoleto, Italien
- 2010: Masterclass Stipendium der Internationalen Dirigentenakademie Ruhr – Stimme und Orchester; das ermöglichte ihm die Zusammenarbeit mit den Bochumer Symphonikern, den Essener Philharmonikern, Sir Roger Norrington, Steven Sloane und Sylvain Cambreling